# Anthocleista longifolia
Anthocleista longifolia är en gentianaväxtart som först beskrevs av Jean-Baptiste de Lamarck, och fick sitt nu gällande namn av Pierre Boiteau. Anthocleista longifolia ingår i släktet Anthocleista och familjen gentianaväxter. Inga underarter finns listade i Catalogue of Life.